# Sayaka Senbongi
Sayaka Senbongi (千本木 彩花 Senbongi Sayaka?) (24 de noviembre de 1995) es una seiyu japonesa de la Prefectura de Saitama. Está afiliada con I'm Enterprise.
Ha recibido, junto a Ari Ozawa y Minami Tanaka, el premio a la "Mejor actriz revelación" en la 11.ª ceremonia de los Seiyū Awards.

## Filmografía
| Anime                         | Anime                                                                                                 | Anime                           | Anime                    |
| Año                           | Título                                                                                                | Papel                           | Notas                    |
| ----------------------------- | --- | ------------------------------- | ------------------------ |
| 2013                          | Kitakubu Katsudō Kiroku                                                                               | Claire Kokonoe                  |                          |
| 2014                          | Inu Neko Hour: '47 Todoufuken R' and 'Nya~men - Are                                                   | Chica Escolar, Cliente          |                          |
| 2014                          | Sword Art Online II                                                                                   | Escolar                         | Episodio 23              |
| 2015                          | Mobile Suit Gundam: Iron-Blooded Orphans                                                              | Cracker Griffon                 |                          |
| 2015                          | Unlimited Fafnir                                                                                      | Yū Mononobe (joven), Operador B |                          |
| 2015                          | Uta no☆Prince-sama♪ Maji Love Revolution                                                              | Audiencia                       | Episodio 9               |
| 2015                          | Wakaba Girl                                                                                           | Voz 2                           | Episodio 9               |
| 2016                          | Akagami no Shirayuki-hime 2                                                                           | Mujer esperando                 | Episodio 17              |
| 2016                          | Haruchika                                                                                             | Nozomi Yamazaki                 |                          |
| 2016                          | Saijaku Muhai no Bahamut                                                                              | Estudiante Femenina A           |                          |
| 2016                          | Prince of Stride: Alternative                                                                         | Chica                           | Episodio 12              |
| 2016                          | Heavy Object                                                                                          | Investigadora Bella             | Episodio 15              |
| 2016                          | Oshiete! Galko-chan                                                                                   | Tsunno                          |                          |
| 2016                          | Kōtetsujō no Kabaneri                                                                                 | Momei                           |                          |
| 2016                          | Mayoiga                                                                                               | Yūno                            |                          |
| 2016                          | Magi: Sinbad no Bouken                                                                                | Chica del pueblo A              |                          |
| 2016                          | Girlish Nmber                                                                                         | Chitose Karasuma                |                          |
| 2017                          | Onihei Hankachō                                                                                       | Ojun                            |                          |
| 2017                          | Piace: Watashi no Italian                                                                             | Morina Nanase                   |                          |
| 2017                          | Aho Girl                                                                                              | Ruri Akutsu                     |                          |
| 2017                          | Just Because!                                                                                         | Mayuko Satō                     |                          |
| 2018                          | Tensei shitara Slime Datta Ken                                                                        | Shuna                           | Episodio 9, en adelante. |
| 2018                          | JoJo's Bizarre Adventure: Golden Wind                                                                 | Trish Una                       |                          |
| 2019                          | Ahiru no Sora                                                                                         | Madoka Yabuuchi                 |                          |
| 2019                          | Beastars                                                                                              | Haru                            |                          |
| 2020                          | |                                 |                          |
| Magia Record                  | Kanagi Izumi                                                                                          | Episodio 8                      |                          |
| Peter Grill to Kenja no Jikan | Piglette Pancetta                                                                                     |                                 |                          |
| 2021                          | Kageki Shoujo!!                                                                                       | Sarasa Watanabe                 |                          |
| 2021                          | Tensei Shitara Slime Datta Ken, 2.ª temporada                                                         | Shuna                           |                          |
| 2021                          | Magia Record Season 2                                                                                 | Kanagi Izumi                    | Episodios 6 y 8          |
| 2021                          | Beastars 2.ª Temporada                                                                                | Haru                            |                          |
| 2022                          | Tensai Ōji no Akaji Kokka Saisei Jutsu                                                                | Falanya Elk Arbalest            |                          |
| 2022                          | Machikado Mazoku, 2.ª temporada                                                                       | Anri Sata                       |                          |
| 2022                          | Extreme Hearts                                                                                        | SaKo                            |                          |
| 2022                          | Peter Grill to Kenja no Jikan: Super Extra                                                            | Piglette Pancetta               |                          |
| 2022                          | Arknights: Prelude to Dawn                                                                            | Crownslayer (Lyudmila)          |                          |
| 2022                          | Bocchi the Rock!                                                                                      | Kikuri Hiroi                    |                          |
| 2023                          | Tensei Ōjo to Tensai Reijō no Mahō Kakumei                                                            | Anisphia Wynn Palettia          |                          |
| 2023                          | Dungeon ni Deai o Motomeru no wa Machigatteiru Darō ka, 4 temporada                                   | Gojōno Kaguya                   |                          |
| 2023                          | Tengoku Daimakyō                                                                                      | Kiruko                          |                          |
| 2023                          | Isekai de Cheat Skill o Te ni Shita Ore wa, Genjitsu Sekai o mo Musōsuru - Level Up wa Jinsei o Kaeta | Miu Midō                        |                          |
| 2023                          | Mato Seihei no Slave                                                                                  | Koko Zenibako                   |                          |

| ONA         | ONA                                           | ONA                             | ONA   |
| Año         | Título                                        | Papel                           | Notas |
| ----------- | --------------------------------------------- | ------------------------------- | ----- |
| 2015        | Shinken Zemi Kōkō Kōza Short Anime "Turnover" | Ai                              |       |
| Videojuegos |                                               |                                 |       |
| Año         | Título                                        | Papel                           | Notas |
| 2014        | Venus Dungeon                                 | Augustus, Choryo                |       |
| 2014        | Duel Blake School                             | Kugutsu Ayatsu, Suzuko Takamaha |       |
| 2014        | Pirates of Fantasia                           | Verónica                        |       |
| 2015        | Brave Sword X Blaze Soul                      |                                 |       |
| 2015        | Thousand Memories                             | Leonora, Wanda                  |       |
| 2015        | Twilight Lore                                 | Ariel, Gera, Hawkeye            |       |
| 2015        | Yome Collection                               | Mumei                           |       |
| 2018        | Magia Record                                  | Kanagi Izumi                    |       |
| CD Dramas   |                                               |                                 |       |
| Año         | Título                                        | Papel                           | Notas |
| 2015        | Shidenkai No Maki                             | Sachi                           |       |
| 2015        | Trinity Tempo                                 | Sae Kasuga                      |       |
| Año         | Título                                        | Papel                           | Notas |

## Música
- Ha interpretado, junto con sus compañeros de elenco, el ending Honjitsu no Tobikiri Buono! (本日のとびきりBuono(ボーノ)！) de la serie Piace: Watashi no Italian.[3]